# عبوة الصفيح

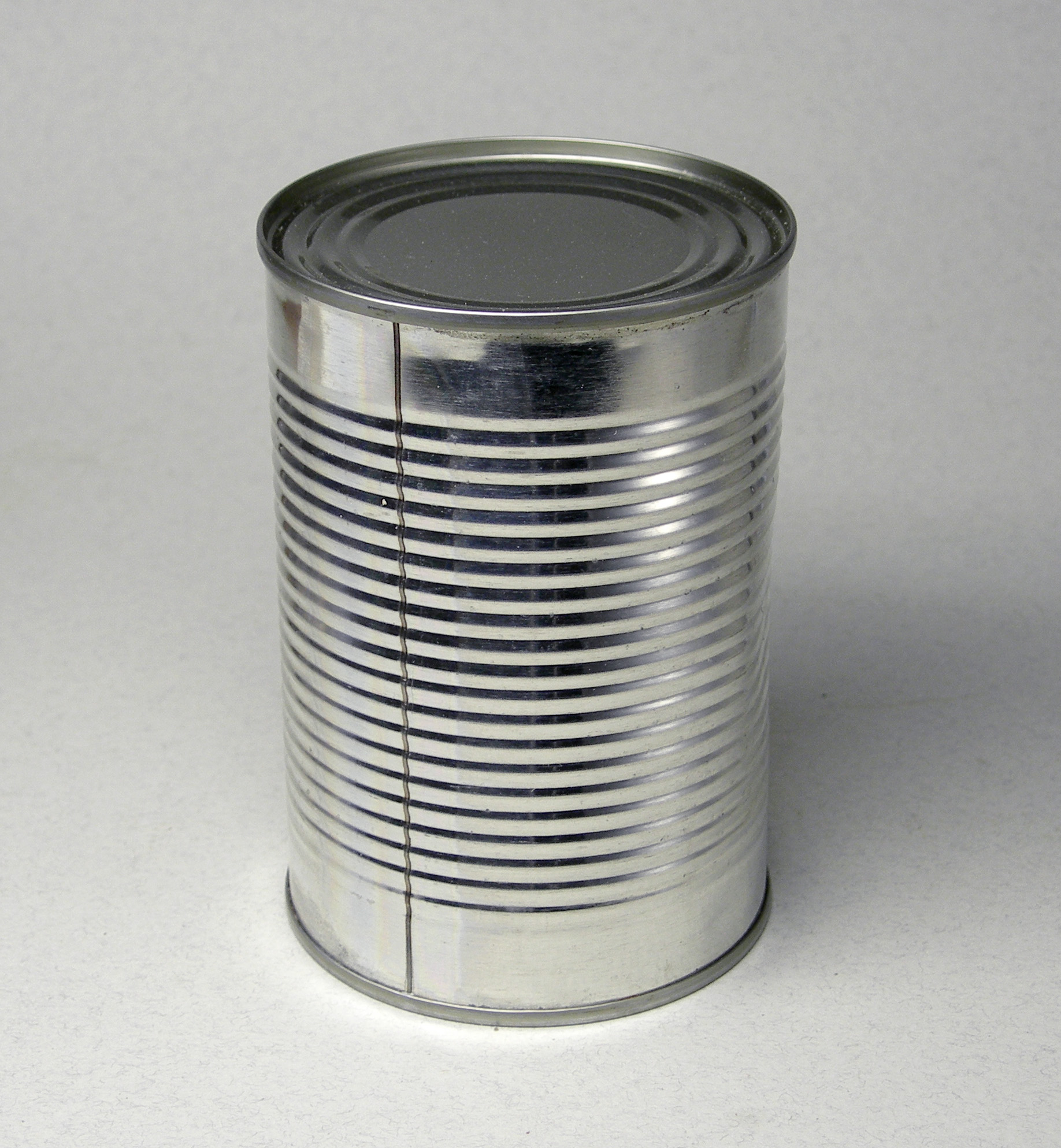

عبوة الصفيح هي عبارة عن عبوة مصنوع من الصفيح، وتستخدم في تخزين الأغذية، وتتميز بأنها محكمة الغلق. والعديد من هذه العبوات يتطلب فتحها قطع غطائها بشكل دائري والبعض الآخر له غطاء قابل للنزع، وتستخدم لتخزين الأغذية والمشروبات والمواد الكيميائية.. إلخ. تصنع العبوات الصفيح من رقاقات من الصلب المطلي بالقصدير، وفي بعض المناطق تسمي عبوات الألومنيوم بالعبوات الصفيح.